# Big C
Big C is een hypermarkt of supercenter in Thailand, Vietnam en Laos.
Het bedrijf heeft zo'n 45 winkels in Thailand, waarvan 24 in Bangkok.
De Franse Casino Group heeft een aandeel van 63% in het bedrijf.
Big C is onderdeel van het Thaise Central Retail Corporation, een warenhuisconcern.